# 2e division du Levant
La 2e division du Levant est une division d'infanterie de l'Armée de terre française, partie de l'armée du Levant.

## Les chefs de la2edivision du Levant
- 1920 - mai 1921 : général Maurice de Lamothe

- Juin 1921 - 1924: général Billotte

## Historique
Elle est formée à partir de la division de Syrie le 15 mars 1920. Elle est dissoute en 1924.
Pendant la Seconde Guerre mondiale, la 192e division d'infanterie est nommée 2e division d'infanterie du Levant entre septembre et octobre 1939.

## Composition
- Régiment d'infanterie coloniale du Levant
- 17e régiment de tirailleurs sénégalais
- 19e régiment de tirailleurs algériens
- 22e régiment de tirailleurs algériens
- 11e régiment de spahis algériens
- 272e régiment d'artillerie algérien
- 17e groupe d'autos-mitrailleuses et autos-canons[3]